# Elvar Már Friðriksson
Pour les articles homonymes, voir Friðriksson.
Elvar Már Friðriksson, né le 11 novembre 1994 à Njardvik en Islande, est un joueur islandais de basket-ball. Il évolue au poste de meneur. Il est le fils du basketteur Friðrik Ragnarsson (en).

## Biographie
Au mois de juillet 2020, il s'engage avec Šiauliai en première division lituanienne.

## Palmarès et distinctions
- Meilleur joueur (MVP) du championnat lituanien 2021[2]
- Membre de l'équipe-type du championnat lituanien 2021[3].
- Meilleur passeur de BNXT League en 2021-2022 (7,3 passes décisives par match)